# Hans Strumphler Tideman

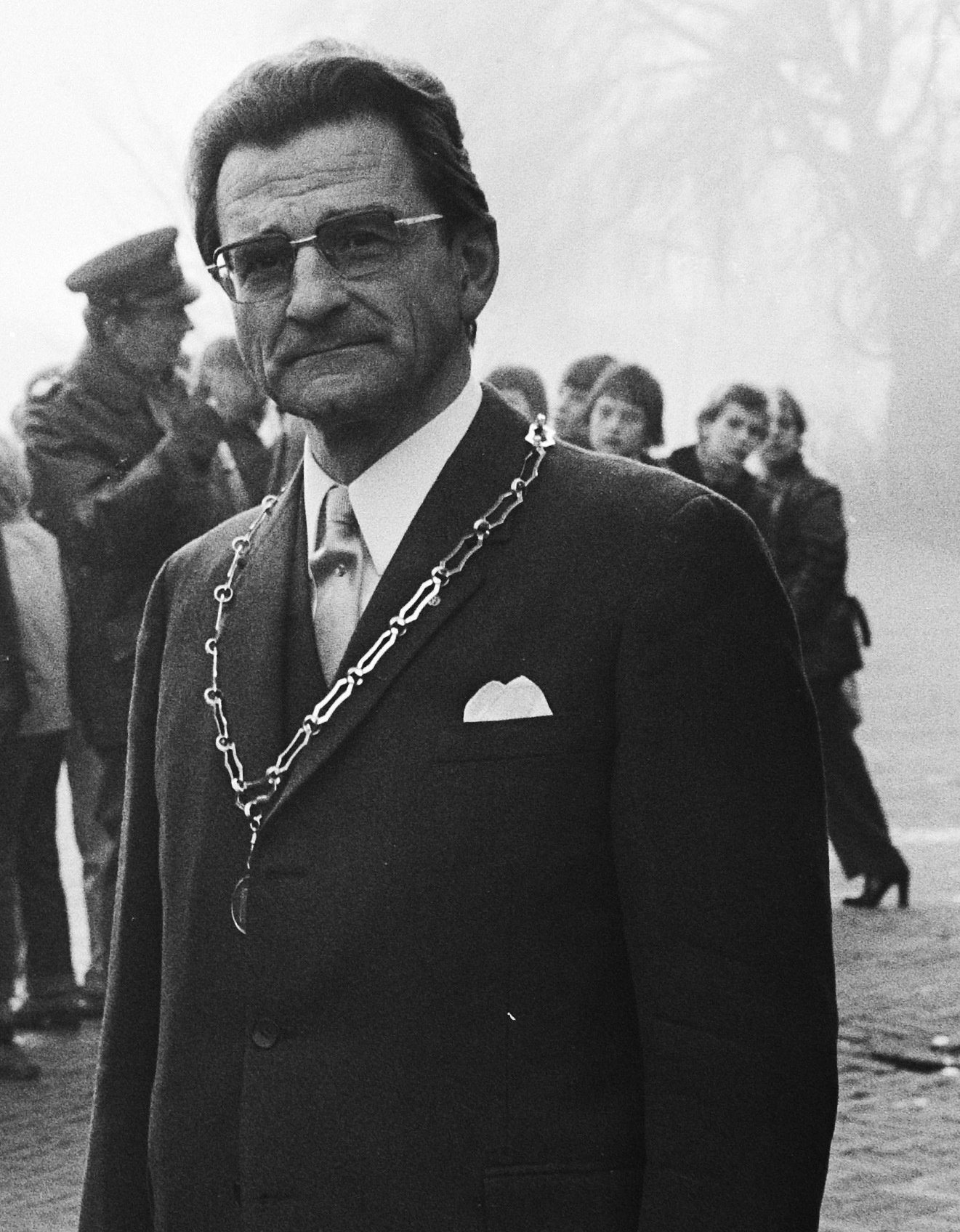
Mr. J.H. Strumphler Tideman (1976)

Johannes Hendrik (Hans) Strumphler Tideman (Rotterdam, 1 februari 1919 – Lochem, 1 februari 2001) was een Nederlands politicus van de PvdA.
Hij was de oudste zoon van de assuradeur Joannes Tideman en Ida Strumphler en bij koninklijk besluit van 29 september 1927 veranderde zijn achternaam van Tideman in Strumphler Tideman. Hij is afgestudeerd in de rechten en was hoofdcommies bij de provinciale griffie van Zuid-Holland en daarnaast lid van de gemeenteraad van Rijswijk voor hij in mei 1956 benoemd werd tot burgemeester van Diemen. Hij zou die functie 28 jaar blijven uitoefenen tot zijn pensionering in maart 1984. Hij was gehuwd met de juriste Ries Nachenius. Begin 2001 overleed Strumphler Tideman op de dag dat hij 82 jaar werd.